# 34645 Vieiramartins
34645 Vieiramartins è un asteroide della fascia principale. Scoperto nel 2000, presenta un'orbita caratterizzata da un semiasse maggiore pari a 3,0197918 au e da un'eccentricità di 0,1215256, inclinata di 11,47770° rispetto all'eclittica.
L'asteroide è dedicato all'astronomo brasiliano Roberto Vieira-Martins.